# كوريا للطيران الرحلة 801
كوريا للطيران الرحلة 801 هي طائرة بوينغ 747-305B أقلعت من سول إلي هاغاتنيا في 6 أغسطس 1997 وكانت تحمل 237 راكبا و17 من أفراد الطاقم وبينما كان طيار الرحلة ومساعده يشتكيان لمحاولة الهبوط في مطار أنتونيو بي وان بات الدولي أصطدمت الطائرة بأحد هضاب بلدة نيميتز هيل وسمع عمدة مدينة هاغاتنيا بأختفاء طائرة في بلدة نيميتز هيل وثم بعد ذلك قام العمدة بالأسراع إلي موقع التحطم ومعه 18 شخصا من سكان مدينة هاغاتنيا و12 أشخاص من سكان بلدة نيميتز هيل ووعندما رأي العمدة وسكان بلدة نيميتز هيل وسكان مدينة هاغاتنيا قطع من حطام الطائرة وألسنة اللهب المشتعلة ومجموعة من الضحايا وفي الصباح التالي قتل في حادث تحطم الطائرة 228 شخصا ونجا 26 شخصا وجرح 26 شخصا.